# Pioquinto Galis
General Pioquinto Galis fue un militar mexicano que participó en la Revolución mexicana.

## Maderismo
Nació en Tlaquiltenango, Morelos. De origen campesino, cursó un año de primaria, dedicándose desde entonces a las labores del campo por la pobreza de su familia. En febrero de 1911 se unió con su banda de alzados al grupo maderista de Gabriel Tepepa; más tarde operó bajo las órdenes directas de Emiliano Zapata. En mayo de 1911 participó en el sitio y toma de Cuautla, en cuya acción obtuvo el grado de Coronel. 

## Zapatismo
Cuando Emiliano Zapata rompió con el gobierno interino de Francisco León de la Barra, en agosto de 1911 y también cuando rompió con Francisco I. Madero, Pioquinto Galis permaneció fiel a los surianos, y formó parte de la junta que proclamó el Plan de Ayala, firmándolo, el 28 de noviembre de 1911, en Ayoxustla, Puebla. Permaneció en armas contra el gobierno de Victoriano Huerta cuando éste usurpó el poder; al coronel Galis le tocó mandar el pelotón que ejecutó la sentencia de muerte contra el coronel Pascual Orozco Merino, en el mes de agosto de 1913, en Pozo Colorado, municipio de Tlaquiltenango, pues Orozco pretendía distraer a Emiliano Zapata para tenderles una emboscada por tropas huertistas. Participó en el sitio y toma de Cuernavaca en 1914, por cuya acción fue ascendido a General brigadier. Posteriormente combatió a los carrancistas que invadieron Morelos en 1916 y permaneció leal a Emiliano Zapata hasta el último momento, siendo uno de los diez hombres de confianza que acompañaron al jefe a la Hacienda de la Chinameca, donde Zapata murió asesinado el 10 de abril de 1919. 

## Ejército Mexicano
Al triunfar el movimiento de Agua Prieta, Galis fue incorporado a la División del Sur del Ejército Nacional, bajo las órdenes del General Genovevo de la O. En diciembre de 1920 causó baja, con la desaparición de la Primera Reserva del ejército, dedicándose al cultivo de una parcela que le fue dotada en la colonia agrícola “José G. Parres", cerca de Cuernavaca. 

## Política y Muerte
Fue postulado por los campesinos para diputado por el II distrito electoral de Morelos en la XXVII Legislatura local, puesto que desempeñó hasta el 4 de mayo de 1939, cuando se le desaforó, junto con otros revolucionarios, por respaldar la candidatura presidencial de Gilbardo Magaña Cerda. Se retiró de la política para trabajar la tierra. Murió en Atlacomulco, Morelos, el 9 de marzo de 1943.